# Torcato de Acci

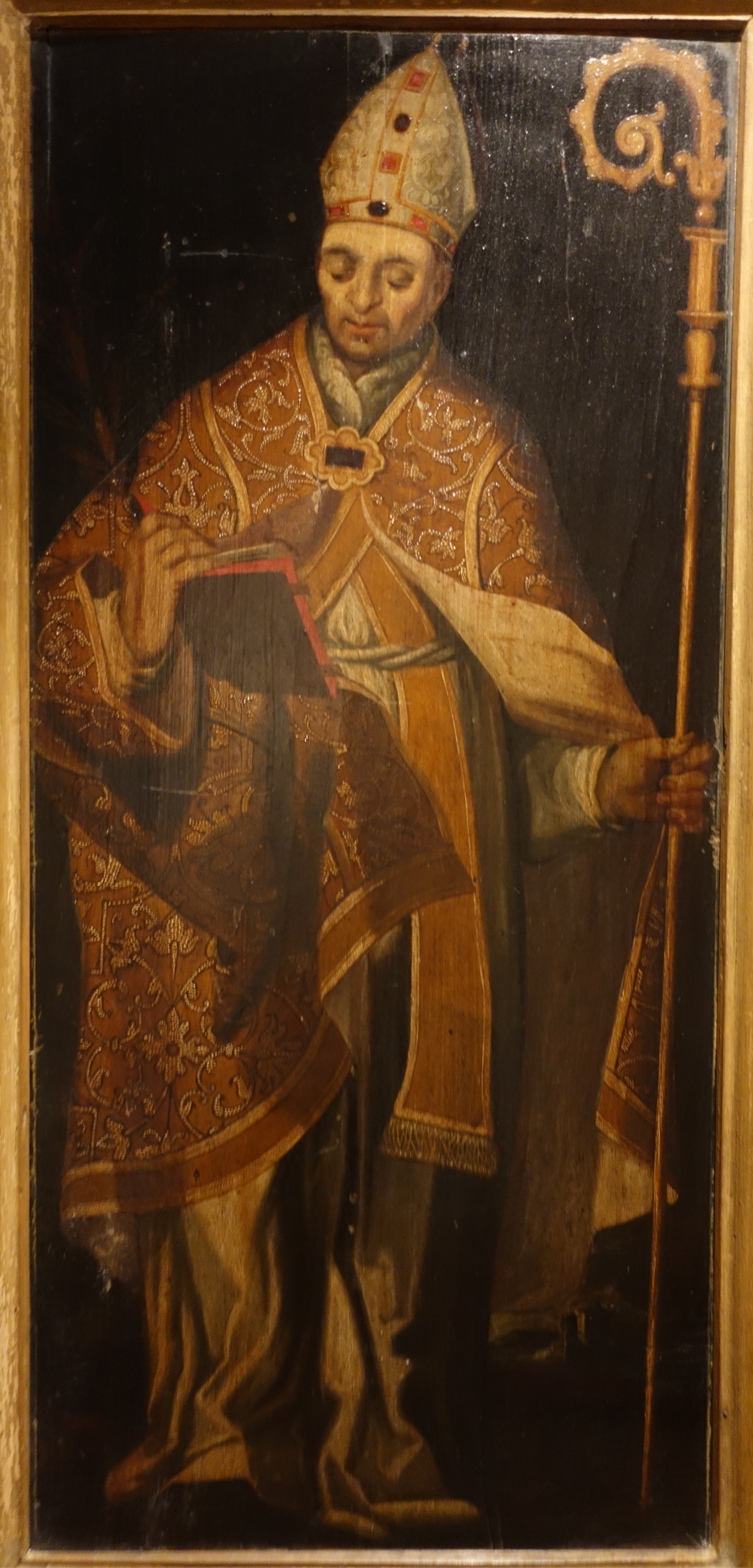

São Torcato de Acci ou São Torquato foi um santo e missionário cristão que evangelizou a cidade de Acci, identificada como a atual Guadix, no sul da Península Ibérica, mais exatamente na província de Granada, Andaluzia, tendo sido seu primeiro bispo. A tradição católica sustenta que Torcato foi o primeiro dos sete varões apostólicos.